# Calloconophora angustitibia
Calloconophora angustitibia är en insektsart som beskrevs av Dietrich. Calloconophora angustitibia ingår i släktet Calloconophora och familjen hornstritar. Inga underarter finns listade i Catalogue of Life.